# Yaginuma Shun
Shun Yaginuma (sinh ngày 20 tháng 8 năm 1991) là một cầu thủ bóng đá người Nhật Bản.

## Sự nghiệp câu lạc bộ
Shun Yaginuma đã từng chơi cho YSCC Yokohama.